# 根東裕隆
根東 裕隆（こんどう ひろたか、1982年〈昭和57年〉6月29日 - ）は、日本のバスケットボール選手。徳島県海部郡牟岐町出身。ポジションはガード。中国・四国・九州リーグ・徳島ガンバロウズオルト所属。

## 来歴
徳島県立海南高等学校から天理大学を経て2005年、松下電器（現パナソニック）に入社。
2010年、パナソニックを退社し、bjリーグトライアウトを受験。bjリーグドラフト会議全体3位指名で新潟アルビレックスBBに入団し、2012-13シーズンまでの3シーズン在籍。
2013年オフ、NBLに参入する熊本ヴォルターズへ移籍。
2014年9月、新潟アルビレックスBBに練習生として復帰。10月に選手契約を締結。
2022年、地元の徳島県に設立されたアマチュアバスケットボールチーム「徳島ガンバロウズオルト」に加入。